# Ипики
Ипики (латыш. Ipiķi) — населённый пункт в Руйиенском крае Латвии. Административный центр Ипикской волости. 
Самая северная точка Латвии, находится рядом с латвийско-эстонской границей. Расстояние до города Валмиера составляет около 67 км. По данным на 2015 год, в населённом пункте проживало 94 человека.

## История
В советское время населённый пункт был центром Ипикского сельсовета Валмиерского района. В селе располагался колхоз «Росме».

## Достопримечательности
Усадьба переводчика Рейна Сеппа

## Известные жители
Политик Андрис Оргалис (род. 1944) и художник Эрвин Вольфейль (1900—1991) родились в Ипитях.